# Mantella pulchra
Mantella pulchra is een kikker uit de familie gouden kikkers (Mantellidae). De soort komt endemisch voor op het Afrikaanse eiland Madagaskar.

## Uiterlijke kenmerken

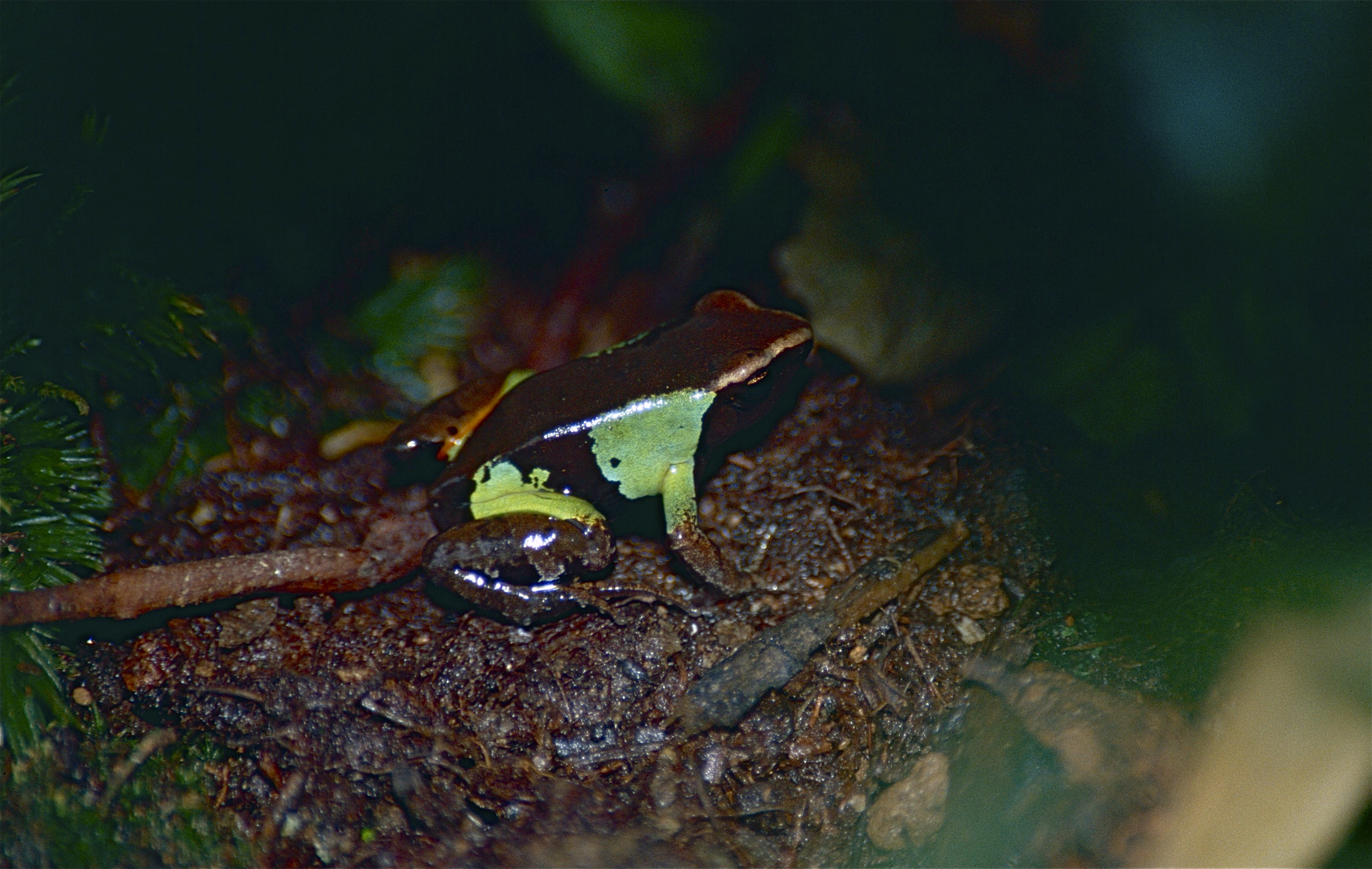
Exemplaar in gevangenschap

M. pulchra heeft een lichaamslengte tussen de 21 en 25 millimeter. De bovenzijde en flanken zijn donkerbruin tot zwart, deze kleur loopt op de bovenzijde van de kop over in lichtbruin. De onderste gedeeltes van de ledematen zijn lichtbruin, met een rood patroon op de achterpoten. De bovenste gedeeltes van de ledematen zijn geel tot groen gekleurd. Deze kleur loopt door op de flanken en vormen daar scherp afgetekende vlekken.
De onderzijde is donkerbruin tot zwart en is bedekt met lichtblauwe vlekjes. Net als veel andere Mantella-soorten heeft deze kikker een lichtgekleurde hoefijzervormige tekening op de keel.

## Verspreiding en leefgebied
M. pulchra is endemisch op Madagaskar en leeft in het noordoosten van het eiland op een hoogte van 300 tot 950 meter boven zeeniveau. Het gebied is kleiner dan 20.000 vierkante kilometer en loopt van Mananara-Nord in het noorden tot Anosibe An'ala in het zuiden.
M. pulchra leeft voornamelijk op het land en komt voor in de omgeving van moerassen in regenwouden, maar niet in gedegradeerde wouden. De kikkervissen ontwikkelen zich in de moerassen.

### Beschermingsstatus
Het leefgebied van M. pulchra is gefragmenteerd en gaat zowel in grootte als kwaliteit achteruit door houtkap, rooflandbouw, mijnbouwwerkzaamheden, de verspreiding van de invasieve eucalyptusplant, overbegrazing en de toename van menselijke bewoning. M. pulchra is derhalve als 'kwetsbaar' (VU of Vulnerable) opgenomen op de Rode Lijst van de IUCN. Mogelijk vormt de export voor de handel in exotische diersoorten ook een bedreiging. Op de lijst van CITES is M. pulchra derhalve opgenomen in Bijlage II, wat wil zeggen dat voor de export een vergunning moet worden aangevraagd.

## Taxonomie
M. pulchra werd in 1925 voor het eerst geldig gepubliceerd door de Britse herpetoloog Hampton Wildman Parker. De soort is nauw verwant aan M. madagascariensis.